# Jacques Demers
Pour les articles homonymes, voir Demers et Jacques Demers (homonymie).
 (décembre 2023).
Si vous disposez d'ouvrages ou d'articles de référence ou si vous connaissez des sites web de qualité traitant du thème abordé ici, merci de compléter l'article en donnant les références utiles à sa vérifiabilité et en les liant à la section « Notes et références ».
 Jacques Demers, né le 25 août 1944 à Montréal au Québec, est une personnalité du monde sportif québécois et sénateur canadien.

## Biographie
À vingt ans, il commence sa carrière en devenant le directeur d’une ligue de hockey. Ensuite, il occupe successivement le poste d’entraîneur-chef avec les Cougars de Chicago, les Racers d'Indianapolis et les Stingers de Cincinnati de l’Association mondiale de hockey (AMH). 

### Ligue nationale de hockey
En 1979, il fait son entrée dans la Ligue nationale de hockey (LNH), alors qu’il était derrière le banc des Nordiques de Québec, qui se sont joints à la LNH à la suite de la fusion des quatre dernières équipes de l'AMH (Oilers d'Edmonton, Jets de Winnipeg, Whalers de Hartford et les Nordiques).
Jacques Demers passe ensuite deux années à la tête de l'Express de Fredericton, de la Ligue américaine de hockey (LAH) avec lequel il obtient le trophée Louis-A.-R.-Pieri, remis au meilleur entraîneur de la saison, en 1983.
Il a ensuite dirigé dans la LNH les formations des Blues de Saint-Louis, puis les Red Wings de Détroit, avec qui il connaît du succès, menant l'équipe à la finale d'association.  
Lors de son passage à Détroit, il remporte le trophée Jack-Adams en 1987 et en 1988. Il est la seule personne à avoir réussi cet exploit deux années consécutives. Il est aussi l'un des cinq entraîneurs de l'histoire de la LNH à avoir dirigé une équipe durant 1000 matchs consécutifs.
Demers dirige les Canadiens de Montréal de 1992 à 1995. Le 9 juin 1993, il remporte la Coupe Stanley avec les Canadiens de Montréal, leur 24e et plus récente conquête.
Demers termine sa carrière d'entraîneur avec le Lightning de Tampa Bay.

## Statistiques
| Saison    | Équipe                 | Ligue |    | PJ | V  | D  | N                           |  | Séries éliminatoires |
| 1975-1976 | Racers d'Indianapolis  | AMH   | 80 | 35 | 39 | 6  | Défaite au 2e tour          |  |                      |
| 1976-1977 | Racers d'Indianapolis  | AMH   | 81 | 36 | 37 | 8  | Défaite au 2e tour          |  |                      |
| 1977-1978 | Stingers de Cincinnati | AMH   | 80 | 35 | 42 | 3  | Non qualifiés               |  |                      |
| 1978-1979 | Nordiques de Québec    | AMH   | 80 | 41 | 34 | 5  | Défaite au 1er tour         |  |                      |
| 1979-1980 | Nordiques de Québec    | LNH   | 80 | 25 | 44 | 11 | 'Non qualifiés              |  |                      |
| 1981-1982 | Express de Fredericton | LAH   | 80 | 20 | 55 | 5  | Non qualifiés               |  |                      |
| 1982-1983 | Express de Fredericton | LAH   | 80 | 45 | 27 | 8  | Défaite au 2e tour          |  |                      |
| 1983-1984 | Blues de Saint-Louis   | LNH   | 80 | 32 | 41 | 7  | Défaite au 2e tour          |  |                      |
| 1984-1985 | Blues de Saint-Louis   | LNH   | 80 | 37 | 31 | 12 | Défaite au 3e tour          |  |                      |
| 1985-1986 | Blues de Saint-Louis   | LNH   | 80 | 37 | 34 | 9  | Défaite au 3e tour          |  |                      |
| 1986-1987 | Red Wings de Détroit   | LNH   | 80 | 34 | 36 | 10 | Défaite au 3e tour          |  |                      |
| 1987-1988 | Red Wings de Détroit   | LNH   | 80 | 41 | 28 | 11 | Défaite au 3e tour          |  |                      |
| 1988-1989 | Red Wings de Détroit   | LNH   | 80 | 34 | 34 | 12 | Défaite au 1er tour         |  |                      |
| 1989-1990 | Red Wings de Détroit   | LNH   | 80 | 28 | 38 | 14 | Non qualifiés               |  |                      |
| 1992-1993 | Canadiens de Montréal  | LNH   | 84 | 48 | 30 | 6  | Gagne Coupe Stanley         |  |                      |
| 1993-1994 | Canadiens de Montréal  | LNH   | 84 | 41 | 29 | 14 | Défaite au 1er tour         |  |                      |
| 1994-1995 | Canadiens de Montréal  | LNH   | 48 | 18 | 23 | 7  | Non qualifiés               |  |                      |
| 1995-1996 | Canadiens de Montréal  | LNH   | 5  | 0  | 5  | 0  | Remplacé en cours de saison |  |                      |
| 1997-1998 | Lightning de Tampa Bay | LNH   | 63 | 15 | 40 | 8  | Non qualifiés               |  |                      |
| 1998-1999 | Lightning de Tampa Bay | LNH   | 82 | 19 | 54 | 9  | Non qualifiés               |  |                      |

## Après-carrière
En 1999, il est analyste pour les matchs des Canadiens de Montréal au Réseau des sports (RDS). Il collabore aussi à diverses émissions de radio à CKOI-FM ainsi qu'à CKAC Sports. Il est également conférencier. Le 27 août 2009, le premier ministre du Canada, Stephen Harper, le nomme sénateur. Le 24 mai 2010, il annonce son départ de RDS pour se consacrer à plein temps à sa nouvelle activité.
Le 2 novembre 2005, il lance une biographie rédigée par le journaliste Mario Leclerc intitulée En toutes lettres. Cet ouvrage nous apprend, entre autres, que Jacques Demers sait à peine lire et écrire, ce qu’il avait toujours su garder secret durant sa carrière.
Le 27 juin 2019, Jacques Demers quitte son poste de sénateur, un mois avant sa date de retraite obligatoire.